# Музей подарунків Київської міської адміністрації
Музей подарунків Київської міської адміністрації — філія Музею історії Києва, музей присвячений подарункам та сувенірам, які були презентовані київським посадовцям. У червні 2006 року Київська міська влада видала розпорядження про створення Музею подарунків як філії Музею історії Києва. Метою такого рішення є запобігання корупції. За указом Черновецького, київські посадовці, які отримали подарунки вартістю понад 1000 грн, мають передати їх до Музею подарунків Київської міської адміністрації.

## Історія
Музей подарунків Київської міської адміністрації було відкрито на початку 2007 року, але загальний доступ відкрився лише у 2010 році і покликаний показати мешканцям Києва та гостям столиці, як ведеться боротьба з корупцією серед високопоставлених київських чиновників. Подарунки, отримані в рамках ділових поїздок та зустрічей чиновників і перевищують встановлену суму, повинні будуть віддані на користь держави протягом трьох робочих днів після отримання або після прибуття з відрядження.
Єдина поступка, на яку пішов міський голова Києва Леонід Черновецький, полягала в тому, що кожен депутат чи службовець мав право викупити подарунок, що він йому сподобався, заплативши в скарбницю столиці оцінну вартість сувеніра. Якщо подарунок не викуповується, всі витрати на його транспортування оплачуються з бюджету міста. У музей не приймаються подаровані квіти та цукерки. Усі експонати можна переглянути у будівлі Київської міської адміністрації у холі Колонного залу. З кожним роком кількість подарунків у музеї лише зменшується.

## Експонати
За кілька років зібралося понад 1000 експонатів, але погляду киян представлено близько сотні обраних подарунків та сувенірів. Здебільшого це подарунки «меру всіх киян» Леоніду Черновецькому, а також його першим заступникам та депутатам Київської міської ради.
Деякі з експонатів музею:
- грузинський коньяк 57-річної витримки, презентований Леонідові Черновецькому на честь 57-го дня народження;
- сигари з Гавани;
- вишиті ікони ручної роботи;
- макет буддистського храму від посла Індонезії;
- крашанка, розписана в національному стилі, з колекції Віктора Ющенка;
- ніж із дамаської сталі з рукояткою із бивня мамонта;
- статуетка міського голови Черновецького, який тримає в руках національний символ — тризуб на синьому тлі, а замість серця — люди. Статуетка була подарована сином Степаном;
- срібна монета номіналом 100 гривень та вагою один кілограм;
- телефон з оніксовим корпусом, подарований Олесю Довгому;
- книга «Традиційна українська кухня» – подарунок Леоніду Черновецькому від Катерини Ющенко до Нового року[1].

## Відвідування музею
Для відвідування музею необхідно попередньо зареєструватися в Українському домі. При відвідуванні музей на вході необхідно пред'явити паспорт або документ, що засвідчує особу. Вхід безкоштовний. Адреса: Україна, м. Київ, вул. Хрещатик, 36.
Час роботи: музей працює щодня, окрім вихідних, із 10:00 до 18:00.